# 大乱闘スマッシュブラザーズ for Nintendo 3DS / Wii U
『大乱闘スマッシュブラザーズ for Nintendo 3DS / Wii U』（だいらんとうスマッシュブラザーズ フォー ニンテンドースリーディーエス / ウィーユー、英: Super Smash Bros. for Nintendo 3DS and Wii U）では、ソラとバンダイナムコスタジオが開発し、任天堂から発売のニンテンドー3DS専用ゲームソフト「大乱闘スマッシュブラザーズ for Nintendo 3DS」及びWii U専用ゲームソフト「大乱闘スマッシュブラザーズ for Wii U」の総称。略称は「スマブラfor」、「スマブラ3DS / Wii U」。シリーズ4作目と5作目である。両方を4作目として数える場合もある。

## 概要
新旧の様々な任天堂のゲームに登場したキャラクター達が共演する対戦アクションゲーム『大乱闘スマッシュブラザーズ』シリーズの第4作目と第5作目 で、シリーズ初の携帯型ゲーム機向けタイトル、HDゲーム機向けタイトルである。また、初の3DSとWii Uのマルチプラットフォーム作品でもある。ディレクターの桜井政博は、題名は機種名を入れたことにより結果的にスマブラ4（Four）の意味合いを含んだものになってしまったという。
シリーズ全作品の概要に関しては「大乱闘スマッシュブラザーズシリーズ」を参照。また、本記事では、「初代」は『ニンテンドウオールスター!大乱闘スマッシュブラザーズ』、「DX」は『大乱闘スマッシュブラザーズDX』、「前作」の「X」は『大乱闘スマッシュブラザーズX』、「for」は『大乱闘スマッシュブラザーズ for Nintendo 3DS / Wii U』、「3DS」は『大乱闘スマッシュブラザーズ for Nintendo 3DS』、「Wii U」は『大乱闘スマッシュブラザーズ for Wii U』のことを指す。
2011年6月のE3 2011にて、3DSとWii Uの各ハードにおける続編の開発、および両ハード作品で連動要素を持たせるという構想が発表され、2012年6月22日にバンダイナムコゲームス（現:バンダイナムコエンターテインメント）とバンダイナムコスタジオを中心とした体制で開発が進められていることが公表された。なお前作まで開発に携わっていたハル研究所は、本作では全く関わっていない。
E3 2013にて発表があり、同年6月11日にホームページ開設。同日より新規参戦キャラクターなど発表を行なっている。『Wii U』発売前日の2014年12月5日まで、平日（ほぼ毎日）に公式ホームページまたは公式Twitter及びMiiverseにて開発の様子を画像で紹介していた。
『3DS』『Wii U』ともに使用できるキャラクターや対戦バランスは同じだが、対戦ステージ・ゲームモードなどそれぞれ独自のものが含まれる。『3DS』と『Wii U』の連動要素として「3DSをWii Uのコントローラーとしても使用できる」、「カスタマイズしたファイターやMiiファイターのデータをコピーできる」が搭載されている。

### 『3DS』
『3DS』では、小さな画面でも各キャラクターが見やすいようにキャラクターの輪郭が濃く描かれる（設定でオン／オフ切り替え可）など、携帯機に合わせたゲームデザインが施されている。プレイヤーキャラクターは秒間60フレーム（アシストフィギュアなど操作不可キャラクターは30フレーム）、全てにおいて3D立体視に対応している。
下画面には対戦者のプレイヤー情報（使用キャラ、蓄積%、“名前”など）が表示される。また、それぞれのプレイヤーのパネルをタッチすることで、上画面でそのキャラクターにターゲットが表示され強調される。最下部には本体の電池残量、時刻、プレイヤーネーム（3DS本体の設定で登録してある名前）、通信状態（「ローカル対戦中」など）が常に表示される。
2014年9月10日よりニンテンドーeショップにて体験版の配信開始。体験版ではマリオ、リンク、ピカチュウ、むらびと、ロックマンの5キャラクターが使用でき、ステージは戦場1つのみ（"終点化"は選択できる）。ルールは大乱闘（個人戦）、タイム制（2分）の固定。ただし製品版への引継ぎ要素は一切ない。2014年10月31日をもって体験版の配信を終了。
本作は3DS/3DS LL/2DSの「インターネットブラウザー」および「Miiverse」はゲームプレイ中に起動できず、ゲームを終了させる必要がある。しかし本体性能が向上しているNew 3DS/New 3DS LLでプレイしている場合はゲームを終了させる必要はない。
New 3DS/New 3DS LLでプレイした場合、Cスティックでスマッシュ攻撃が出せる。
なお、拡張スライドパッドについてはマシンパワーの問題から対応していない。

### 『Wii U』
『Wii U』では、シリーズ初のHD画質に対応し美麗なグラフィックでゲームをプレイすることができる。また、解像度やハード性能の向上により巨大なステージや最大8人での大乱闘や各モードの多人数プレイを実現している。BGMについても『X』同様に複数のステージBGMが用意されている。収録BGMは400を超え、『3DS』のBGMはほぼ全て収録されている。その他、『3DS』と比較するとモードが大幅に追加されている。
コントローラーについては前作で対応していた「Wiiリモコン（プラス）」「クラシックコントローラ（PRO）」に加え「Wii U GamePad」「Wii U PROコントローラ」に対応。その他、「ニンテンドー3DS（要『3DS』のソフト）」「ニンテンドーゲームキューブコントローラ（要ゲームキューブコントローラ接続タップ）」にも対応している。

## 開発
2機種発売になったのは桜井が会社やチームに属さないフリーランスだったことで実現できたことである。これにより同時開発が実現できたことを述べている。『3DS』より『Wii U』が発売が遅いのは大型でモードが多く制作に時間がかかっている為である。ソフトのマスターアップ は全世界ほぼ同時である。しかしバラバラに発売するのは纏まったソフトを供給する為、一定の期間が必要である。他に営業、広報観点の販売計画や他のソフトの販売時期にあわせて決めている。任天堂から「Wii U GamePad」のタッチパネルを使った機能を要望されていたが、スマブラには合わないという理由で断っている。

### 対戦
前作にあった『滑空』『変身』『ダッシュ時にランダムにしりもちをつく』などといった要素は削除された。『崖捕まり』に関しても、過去作では誰かが崖に捕まっていると他のキャラクターが捕まることはできなかったが、本作からは崖を奪えるようになった。新要素としてダメージ量が100%を超えるとキャラクターから湯気が発生する。これは『ホカホカ補正』と呼ばれ、吹っ飛ばし力が強化されている状態であり、最大150%まで倍率計算でアップしている。
また、本作ではアップデートによってバランス調整が行われる。このバランス調整は、モニター班の調査や提案を受けて桜井自身が調整を行っている。また、開発側はオンライン対戦の勝敗データを閲覧でき、そのデータも参考にしている。

### キャラクターについて
本作ではダウンロードコンテンツ含めて58ファイターが参戦した。企画段階の2012年5月時点で初期の参戦キャラクターは決定しており、制作の進行によって優先度の低いキャラクターから切っていたという。
キャラクターの選考は市場調査などの人気、開始前のゲームを調査、さらに都合に加味した独断から選択している。ただし、モデルチェンジキャラクターは別だということを述べている。
今回の参戦で桜井はマリオ、ロックマン、ソニック、パックマンという「業界トップのキャラクターたちの参戦の実現ができた」ことを語っている。後述のモデルチェンジ以外のキャラクターについては「原作の設定や楽しさを活かすのはもちろん、各キャラクターたちが、どのような個性を活かした対戦をしてくれるのかが重要」だと述べている。このコンセプトから非戦闘キャラクターである『X』で没になったむらびとやWii Fitトレーナーが参戦ができた。実際の開発上適正な人数は25人であると述べている。

#### 選考など
削除されたキャラクター
本作では前作では参戦していたアイスクライマー、ウルフ、ポケモントレーナーのゼニガメとフシギソウ、スネークが未登場となった。
この内、アイスクライマーは引き続き参戦を予定していたが、2人を動かすのはマシンパワーが相当必要な上に『Wii U』では動くが『3DS』ではどんなに調整しても動かない、他のキャラクターを削ってもやっとというほど駄目だったため断念された。ポケモントレーナーについても3DSのマシンパワー不足と明言されている。
リュカは発売当初、上記のキャラクター同様未登場となっていたが、後に有料追加コンテンツの追加キャラクターとして続役をすることになった。
参戦しなかったキャラクター
- 『ファイアーエムブレム 覚醒』のクロムが当初はプレイアブルキャラクターとして参戦する構想もあったが、性能がマルスとアイクの中間の普通の剣士になってしまうという桜井の見解からプレイアブルとしての参戦は見送られた。クロムはルフレの最後の切りふだや勝利ポーズ、ステージ「エンジェランド」でのスマッシュアピールで登場しており、その後有料追加コンテンツでMiiファイターコスチュームも配信されている。
- 『スーパーマリオRPG』のジーノは人気が高く『X』の頃からファイターとしての参戦の構想があり、本作ではMiiコスチュームでの登場となった。
- パックマン以外にバンダイとナムコから他のキャラクターを参戦させるとしたら、考えられるものは『鉄拳』の三島平八であるとしている。ただし、スマブラのルールで動かすのは難解であると桜井は語っている。
- 『ファイナルファンタジー』の他の主人公参戦者は、『ファイナルファンタジーV』のバッツや『ファイナルファンタジーVI』ティナでは、「わからない」と言う人がいることで、却下された。

仕様が変わったキャラクター
前作までは対戦中に姿を変えていた「サムス」と「ゼロスーツサムス」、「ゼルダ」と「シーク」、「ポケモントレーナー」が使用するポケモンの一体であった「リザードン」がそれぞれ独立したキャラクターとなった。一つのキャラクターに集中して遊べるという仕様変更で、またニンテンドー3DSのマシンパワーが不足していたことも要因の一つである。

##### モデルチェンジファイター
本作には他キャラクターのモーションを流用した「モデルチェンジファイター」が、3体（ルキナ、ドクターマリオ、ブラックピット）存在している。これらのキャラクターは、開発当初は単なるカラーバリエーションだったものが、バランス的に個性を付けられると判断されたことにより、元のキャラクターから性能を差別化して戦績を別個に分けるために分割されたものである。
追加キャラクター
『Wii U』発売後は、有料追加コンテンツ（DLC）として追加キャラクターを配信している。
ミュウツー/リュカ/ロイ
桜井によると過去作品に登場したキャラクターでミュウツー/リュカ/ロイは特に人気が高く、3キャラクターを復活させるならば、この3キャラクターで間違いないとしている。
ミュウツーの参戦は「2本購入のサービス」として作成していたが、これでは『3DS』3本＋『Wii U』1台の家族にキャラクターが行き渡らない為、普通の配信も行われた。
投稿拳
また、『Wii U』発売後も追加キャラクターの制作が検討されており、本作の公式ホームページではユーザーから追加キャラクターをリクエストできる「スマブラ投稿拳」が設置され、2015年10月まで投稿が受け付けられていた。世界全体で180万票の投稿があり、「欧州1位」「北米5位以内」「世界1位（実現可能なキャラクター内）」を獲得したベヨネッタの参戦が発表された。
なお、当時は実現不能だったキャラクターを含めての投票最多はスクウェア・エニックスの『キングダム ハーツ』シリーズの主人公ソラであり、ソラは続編『SP』のダウンロードコンテンツとして参戦する事となった。
この集計結果は続編『SP』における新参戦キャラクターの選考にも反映されており、前述のソラのほか、続編で参戦したリドリー、キングクルール、シモンなどがそれを反映したものとされる。
なお、ロイ、リュカ、リュウに関してはスマブラ投稿拳開始前から制作されている。

## モード・機能

### 『3DS』『Wii U』共通

#### 大乱闘
基本となる対戦モード。このモードに限り、キャラクター選択画面でamiibo（後述）を読み込んで参戦させることができる。
『3DS』ではアイテムの出現率を「ON」（アイテムが出現する）か「OFF」（アイテムが出現しない）の2つからのみ選択可能。『Wii U』は従来通り出現率を4段階から選択できる。

#### インターネット
『X』に引き続き「オンライン対戦」が可能。「フレンドと」「だれかと」「大観戦」「コンクエスト」「共有」などのモードが搭載されている。「だれかと」に関しては前作において匿名で対戦できる「おきらく乱闘」で悪質なプレーが多発したことから「ニンテンドーネットワーク」のアカウントを表示。さらに「エンジョイ部屋」「ガチ部屋」と部屋を分けてより遊ぶ人にあったマッチングを行う。
『Wii U』では、1台のWii Uで2人同時に「フレンドと」「だれかと」の「チーム乱闘」に参加できる。
フレンドと
Wii U本体もしくは3DS本体に登録されたフレンドと対戦を行う。オンライン対戦ではこのモードでのみカスタマイズキャラが使用できる。『Wii U』ではボイスチャットも可能。
だれかと
世界中の人とランダムでマッチングを行い対戦する。本作では相手プレイヤーを「通報」「ブロック」することが可能になった。
エンジョイ部屋
ほぼすべてのステージがアイテムが出る部屋。最大4人で対戦が可能で、「大乱闘」と「チーム乱闘」がある。
ステージは完全にランダムに決定され、選択や投票はできず、「終点」は選択されない。『Wii U』では、広大なステージは選択されにくくなっている。
ガチ部屋
ステージは「終点」のみ、アイテムは一切出ない部屋。戦績も詳細に記録される。「大乱闘」「チーム乱闘」のほか、いわゆるタイマンで戦う「1on1」がある。
「大乱闘」「チーム乱闘」は制限時間2分のタイム制だが、「1on1」は2ストックで制限時間5分となる。

コンクエスト
一部のキャラクターを一定期間特定のグループに分け、ポイント獲得数で競う。ポイントは敵を多く撃破することでたくさんもらえる。
一定期間終了後に勝利陣営にポイントを獲得していれば各アイテムを獲得できる。
共有
自分で作成した「写真」「リプレイ」「Miiファイター」「作ったステージ（『Wii U』のみ）」をフレンドや世界中のプレイヤーと共有することができる。
投稿されたデータを検索してダウンロードすることも可能。

#### いろんなあそび
シンプル
シリーズお馴染みの一人用メインモードだが、進行形式は『X』より大幅に変更されている。残ストック設定は2に固定されるが、ステージごとに回復する。いずれも、最終2ステージは「軍団戦」→「マスターハンド戦」となる。
モード難易度は0.0 - 9.0で91段階からなる「ホンキ度」になり、難易度を高くするほど報酬も良いものとなる。標準設定は2.0となっており、「戦士の天秤」で難易度を調節するようになっており、そこから上げる場合/下げる場合両方で変動幅に応じたゲーム内ゴールドを支払う必要がある。
ホンキ度
0.0〜0.9  ほぼ無敵
1.0〜1.9  楽勝
2.0〜2.9  標準
3.0〜3.9  強め
4.0〜4.9  挑戦的
5.0〜5.9  激アツ
6.0〜6.9  地獄級
7.0〜7.9  昇天必至！
8.0〜8.9  最大最強！！
9.0          空前絶後！！！
ただしコンティニューをした場合、合計スコアの半分・蓄積された報酬の一部を失う上ホンキ度が強制的に0.5下げられてしまうため、ノーコンティニューでクリアしなければ指定したホンキ度をクリアしたとはみなされない。
ステージ毎にスロットで設定されるクリア報酬が登場し、ランダムでフィギュアやカスタマイズパーツなどを手に入れることができる。ただしこのクリア報酬はコンティニューした場合一部が、コンティニューせずにギブアップした場合はすべてが破棄されてしまう。
『3DS』はルートが分岐されたマップ方式で全6ステージ。ルートごとに対戦相手と難易度が異なる。
『Wii U』は武闘会風のトーナメント方式で全7ステージ。1、2、4ステージ目では複数のキャラクターとステージで組まれたセッションを選ぶことができる。ステージごとにセッションは組まれなおされ、同時にプレイヤーと戦わなかったいくつかのキャラクターも退場する。なおチームバトルステージに入ると、プレイヤーが倒したキャラクターを味方に選べる場合もある。また、ステージ選択画面の背景がホンキ度に応じて水上→草原→砂漠→火山→闇の世界と変わる。
『Wii U』のみクリアムービーと2人プレイに対応しており、2人プレイでクリアすればフィギュアを2人分まとめてゲットすることができる。
オールスター
『DX』以降に追加されたモードで、引き継がれるダメージと限られた回復アイテムでファイター全員の撃破を目指す勝ち抜きモード。
本作から初期状態で常駐するモードとなったが、この状態で登場するファイターは同じく初期から出現しているキャラクター（Mii除く）のみであり、モード選択でも錠前のマークが付いている。隠しキャラクター全員が揃うことで錠前マークが消滅し、はじめてそれらが登場する「真のオールスター」となる。
モード難易度は「やさしい」「ふつう」「むずかしい」の三段階で、変更にゲーム内ゴールドは必要ない。今回はコンティニューが不可能となったが、相手は防御力が半減し、ダメージや吹っ飛びを倍程度受けやすくなっている。回復アイテムは「マキシムトマト」「妖精のビン」「ハートのうつわ」に変更されているが、「真のオールスター」になるとさらに「ハートのうつわ」が一個追加される。年代グループ毎に登場するファイター達のホームステージのうちどれか一つがステージとなる。アイテムは出現しない。
なお『3DS』では「そのキャラクターが初めて登場したゲーム」の発売が早い順に最大7キャラクターずつ7ステージ、『Wii U』ではその逆の順番で戦うことになる。
有料追加コンテンツのキャラクターやステージを購入している場合、それらも反映されるようになる。
競技場
従来の「組み手」「ホームランコンテスト」に加え、「スマッシュボンバー」が追加された。「ターゲットをこわせ!」は収録されていない。
組み手
次々と現れるザコ敵を倒していき、スコアを競うモード。敵キャラクターがMiiに変更となっており、格闘タイプ・射撃タイプ・剣術タイプのMiiがランダムで登場する。アイテム、必殺ワザは使用しない。
過去作にあった「十五分間耐久組み手」は収録されず、自分と同じキャラクターとスコアを競う「ライバル組み手」に変更となった。
『Wii U』のみ4人までの多人数プレイにも対応している。
ホームランコンテスト
サンドバッグくんをふっとばした距離を競うモード。まれにご褒美があることもある。
『Wii U』のみ多人数プレイに対応している。『X』にあった2人協力プレイのほか、4人まで交互にプレイして競うことができる。
スマッシュボンバー
新しく追加された種目で、前作まであった「ターゲットをこわせ!」と「ホームランコンテスト」を融合させたようなもの。フィールド上に置かれた、触れると10カウントの後に爆発する「バクダンくん」にダメージを与えてふっ飛ばし、爆風でターゲットやブロックを巻き込む。これを2回繰り返し、その合計得点で競う。赤いターゲットをすべて破壊するとパーフェクトになる。また、破壊物にはフィギュアやカスタマイズパーツが混じっている場合もある。2回目は爆風の威力が上がるほか、ブロックが壊れやすくなる。
『Wii U』では2回目のバクダンくんが大型化している。威力は上がり、爆発範囲も拡がったが、その分重くなっている。また、ステージが3種類に増え、4人まで交互にプレイして競うことができる。

キャラ作り
ゲーム中で手に入る「装備アイテム」「必殺ワザパネル」を用いて、キャラクターやMiiをカスタマイズできるシステム。これにより攻撃力、防御力、スピードを強化できるほか「対戦開始時からアイテムを持っている」「時間が経過すると体力が回復する」などの特殊なキャラクターで遊ぶことができる。作成したキャラクターは『3DS』と『Wii U』間でコピーが可能で、オンラインでは「フレンドと」のみで使用可能。
amiibo
「amiibo」を読み込ませることで「フィギュアプレイヤー（FP）」として、フィギュアのキャラクターを育成することができるモード。
FPは対戦を重ねるごとに「レベル」（最高レベルは50）が上昇し、戦い方も対戦相手から学習していくのが最大の特徴。また、「装備アイテム」を食べさせて、「特殊効果」を付与することもできる。
実際は『新・光神話 パルテナの鏡』でも採用になった「AR」を導入する予定であった。
本作で使用可能なamiiboの種類については、amiibo#対応ゲームソフトを参照。
コレクション
過去作にも搭載されていた「フィギュア」「リプレイ」「アルバム」「ムービー」「サウンドテスト」「戦いの記録」「名作トライアル（『Wii U』のみ）」のほか、本作で新たに搭載された「スマちしき」がある。
フィギュア
過去作にも搭載されていた「フィギュア名鑑」「ディスプレイ」に加え、フィギュアをランダムに購入できる「ショップ」とブロックを破壊しフィギュアを獲得する「フィギュアラッシュ」がある。『Wii U』のみ搭載されている機能として、テーマに沿った組み合わせで集めたフィギュアを鑑賞することができる「フィギュアボックス」、フィギュアをジオラマ風に配置して撮影することができる「撮影スタジオ」も存在する。
『Wii U』と『3DS』で収録されるフィギュアに差異があり、例として「最後の切りふだフィギュア」は『Wii U』のみであったり、据え置き作品のフィギュアは『Wii U』、携帯機作品のフィギュアは『3DS』に収録される傾向にある。本作のフィギュアのメインテキストには『MOTHER』シリーズのアシスタント・シナリオライターなどを務めていた東京糸井重里事務所の戸田昭吾を迎えている。
有料追加コンテンツを購入することで追加されるフィギュアもある。
フィギュアラッシュ
フィギュアを大量に獲得できるミニゲーム。時間は最短30秒から最長2分30秒。1秒あたり6G消費する。画面上から落下してくるブロックを壊しスコアを獲得する。ブロックを連続で壊していくとChainが発生しスコア上昇率が上がる。ブロックを壊すことで溜まる「ゲージ」が満杯になると一定時間ゴールド、フィギュア、カスタマイズパーツのアイコンが書かれたブロックが大量に落下し、これを壊すことでアイテムをゲットできる。
プレイヤーが足場から落下してミスすると足場が消えてブロックが一旦リセットされると同時に制限時間が15秒減らされる。ただしブロックがラインより上に溜まって一定時間がたっても足場が消え、強制的にミスとなる。
『Wii U』のみ2人プレイに対応。それぞれのスコアが表示されるうえ、プレイヤーに攻撃することもできるため、対戦ゲームとしても活用できる。

スマちしき
ロード中に表示される文章を閲覧できるモード。閲覧できる内容は、ファイター・アイテム・ステージの情報や、各ファイターの出典における原作設定（『Wii U』のみ）など様々である。『3DS』では1画面に1種類、『Wii U』では1画面に3種類を閲覧可能。なお、アップデートできる仕様になっている。
サウンドテスト
音楽（CD）やボイスを聞くことができるモード。アレンジの曲も聴けるようになっている。曲ごとの作曲家や声優も確認することも可能。なお本作では両機種ともに効果音が収録されていない。

### クリアゲッター
『X』にも搭載されていた、特定のお題をクリアすることでご褒美がもらえるモード。本作ではお題とともにゲーム画面の写真も表示される。『3DS』と『Wii U』では内容が違う。

### お知らせ&ショップ
いつの間に通信で受け取ったお知らせが通知される機能。有料追加コンテンツの購入もここで可能。

### 『3DS』のみ

#### 大乱闘
「ひとりで」「みんなで」の2種類がある。

#### フィールドスマッシュ
広大なステージを移動しながら敵を倒し、「パワーアップアイテム」を獲得する。制限時間5分以内に獲得したアイテム能力を付加させたキャラクターで様々なバトルで勝敗を決める。前作までのアドベンチャーモードに近いが、当時桜井が在籍していたハル研究所の『カービィのエアライド』にある「シティトライアル」の応用である。プレイヤーは並行世界にいるため、同じ場所にいてもプレイヤー同士が鉢合わせすることはない（もちろんプレイヤー同士で攻撃することもできない）。
フィールド内にはスマブラに登場したキャラクターの原作の敵キャラクターがランダムで現れる。また隠し扉が設置されており、隠し扉に入ると強制的に様々なミッションに挑戦する（敵を全員倒せ、ターゲットを壊せ、クリスタルを壊せ、一定時間場外に落とされるな、など）。ミッションに成功するとたくさんの強化アイテムを獲得でき、失敗すると獲得した強化アイテムを失う。稀に強化アイテムのみ入っておりミッションが発生しないボーナス扉もある。
敵キャラクターについては、大乱闘スマッシュブラザーズシリーズの登場キャラクター#フィールドスマッシュ（3DS）を参照。

#### すれちがい大乱闘
平面な盤上でコマを動かして行うミニゲーム。すれちがい通信ですれちがった相手のコマと対決し、全てのコマを画面外に弾き飛ばすと、ゴールドやフィギュアなどの報酬がもらえる。最大12人参加することができる。1人で練習することもできるが入手できるゴールドは少ない。

#### Wii Uと通信
『3DS』と『Wii U』間でそれぞれ通信ができるモード。作成したMiiファイターやカスタマイズキャラを『3DS』と『Wii U』間で共有することができる。また、『Wii U』では大乱闘モードで3DS本体をコントローラーとして使用できる。

### 『Wii U』のみ

#### 大乱闘
8人乱闘
5人以上で対戦できる新モード。チーム戦は2〜4チーム（赤、青、黄、緑）で選択できるが、使用可能なルールは「タイム制」「ストック制」のみで、選択できるステージも一部に限られ、仕掛けが動作しないなどの制限がある。
スペシャル乱闘
「体力」「大きさ」「頭」「装備」「状態」「重さ」「速さ」「カメラ」を選択して特殊な大乱闘を行う。スペシャル乱闘では戦績がつかない。

#### いろんなあそび
イベント戦
『DX』と『X』に存在したモード。『Wii U』ではイベントの出現順序が一本道ではなくなり、さらにごほうび条件・隠しルート条件といったやりこみ要素が深まった。
オーダー
マスターハンド・クレイジーハンドの提示する対戦チケットを購入し、そのバトルで勝利することで報酬を得る。
マスターサイド
チケット1回の購入で3段階の難易度から選択し、一戦限りのバトルを行うモード。
クレイジーサイド
1回の入場（5,000ゴールド　or　クレイジーサイド入場チケット1枚が必要）から、限られた時間内・蓄積していくダメージの中でバトル数を重ねていくサバイバル形式。切り上げる際にクレイジーハンド＆CPUファイター戦に挑み、それに勝てば連戦数に応じた報酬を得ることができる。途中で負けるとご褒美は全没収、クレイジーハンドに負けても一部破棄となってしまう。

ステージ作り
自由にステージを作成することができるモード。本作ではWii U GamePadを用いてステージを作成する。
オレ曲セレクト
ステージごとの曲のでやすさが変えられる。本作では設定をデフォルトに戻す「元にもどす」ボタンが追加された。
名作トライアル
参戦キャラクターやステージの原作となるゲームの体験版がプレイできる。今回は「ファミリーコンピュータ（ファミリーコンピュータ ディスクシステム）」「スーパーファミコン」のほか、本来Wii Uでは遊ぶことができない「ゲームボーイ」のソフトもプレイができる。ニンテンドーeショップで販売されているゲームを選択すると、商品ページへと移動出来る。

#### インターネット
大会
2015年7月31日のバージョンアップ（Ver.1.1.0）で追加されたモード。ユーザーが指定した期間中にポイントを競う「コミュニティ大会」と、特定の時期に開催され、トーナメント形式で進行する「トーナメント」がある。「コミュニティ大会」では、他人の大会に参加したり、自分から開催することができる。「トーナメント」は、『DX』のように最大64人と、勝ちあがっていくルールで対戦が出来るが、2016年9月30日にサービスを終了し、現在は使用出来ない。

#### ワールドスマッシュ
ボードゲーム形式でMiiを操作し、キャラクターやパワーアップアイテムを獲得する。一定ターン以内に集めたキャラクターに、アイテム能力を付加させた状態で、特殊なストック制乱闘で勝敗を決める。

#### 3DSと通信
『3DS』と『Wii U』間でそれぞれ通信ができるモード。作成したMiiファイターやカスタマイズキャラを『3DS』と『Wii U』間で共有することができる。

## その他のシステム
ゴールド
ゲーム内の通貨として「ゴールド」が存在する。フィギュアの購入や「大観戦」や「シンプル」「オーダー」などで使用可能。ゴールドは「シンプル」などの報酬になっている他、大乱闘をすることでも獲得できる。
世界戦闘力
プレイヤーの強さを示す数値。通常のランキングは自分より上位の人数を表すのに対し、世界戦闘力では自分より下位の人数を表す。従って数値が大きいほど強いことを示している。オンライン対戦ではこの数値が近いユーザー同士がマッチングされる。

## キャラクター
本作では、シリーズでは初となる必殺ワザのカスタマイズも行えるようになっている（通常B、横B、上B、下Bそれぞれ初期状態＋派生ワザ2種の3パターン。一部キャラクターのみ派生ワザではなく別のワザ）。ただし、オフライン対戦・フレンド同士でのオンライン対戦のみ使用可能。ゲーム開始時、必殺ワザはMiiとパルテナを除き初期ワザのみ使用できる。カスタマイズ必殺ワザはシンプルでのスロット報酬のほか、フィールドスマッシュ（3DS）や大乱闘のステージ上に落ちていることがあり、拾うことで獲得する。

### プレイヤーキャラクター
使用できるキャラクターはダウンロードコンテンツ含め58体（Miiファイターを除けば55体、そこからモデルチェンジファイターを除くと52体）。キャラクターは両ハード共通している。また、本作では参戦キャラクターは1から作り直している。
カラーバリエーションのパターンが全キャラクターで各8種類ずつになった。ただし、リトル・マックだけは通常版とワイヤーフレーム版それぞれで8種類ずつ存在するため、計16種類になっている。アピールは前作と同様に3種類で、キャプテン・ファルコンとワリオのみ条件付きで4種類目のアピールを出せるのも同じ。

#### 基本キャラクター（歴戦の勇者、新たなる挑戦者）
マリオ（MARIO）
声：チャールズ・マーティネー
『マリオ』シリーズの主人公。『マリオオープンゴルフ』で着用していた衣装の柄が描かれたものと、ワルイージのカラーリングがカラーバリエーションに追加された。
ドンキーコング（DONKEY KONG）
『ドンキーコング』シリーズ（『スーパードンキーコング』）の主人公であり『マリオ』シリーズの登場キャラクター。
ダッシュ攻撃が「ローリングアタック」に変更されており、原作における同名の攻撃を再現している。また、最後の切りふだ「タルコンガビート」使用時に譜面が表示されるようになった。
リンク（LINK）
声：笹沼尭羅
『ゼルダの伝説』シリーズの主人公。本作も『X』同様に『ゼルダの伝説 トワイライトプリンセス』のリンクが下地となっている。
『ゼルダの伝説 スカイウォードソード』の私服のリンクや、『ゼルダの伝説 ムジュラの仮面』の鬼神リンクを意識したカラーバリエーションが追加された。
サムス（SAMUS）
『メトロイド』シリーズの主人公。『メトロイド Other M』仕様のデザインへと変更された。また、ゼロスーツサムスはサムスと別枠での参戦となったため、最後の切りふだ「ゼロレーザー」を使用してもパワードスーツは崩れなくなっている。
ヨッシー（YOSHI）
声：戸高一生
『ヨッシー』シリーズの主人公であり『マリオ』シリーズの登場キャラクター。グラフィックが大幅に描き直され、やや立った姿勢へと変更されている。足と尻尾を使ったワザが増加し、シールドや「タマゴうみ」等のたまごの色が色替えで変化するようになった。
『Wii U』では新ステージの1種『ヨッシー ウールワールド』が原作に先駆けて登場している。
カービィ（KIRBY）
声：大本眞基子
『星のカービィ』シリーズの主人公。横必殺ワザの「ハンマー」が溜め撃ち可能になり、その際には「鬼殺し火炎ハンマー」に変化する。また、最後の切りふだは「ウルトラソード」に変更された。
ボイスが新規に録り直されている。なお、海外版においても声優の変更はないが、パルテナ、ルフレ、シュルクの必殺ワザをコピーして使用した際の台詞が英語になっている。
フォックス（FOX）
声：野島健児
『スターフォックス』シリーズの主人公。過去作と同様にボイスが録り直されているが、日本語声優は『アサルト』準拠のままとなっている。
カスタマイズ版の横必殺ワザ「ウルフフラッシュ」は、『X』に参戦したウルフの同名のワザを再現している。
最後の切りふだ「ランドマスター」の効果時間が減少している。
ピカチュウ（PIKACHU）
声：大谷育江
『ポケットモンスター』シリーズの登場キャラクター。グラフィックが大幅に描き直され、前作よりも細身になった。
色替えに『ハートゴールド・ソウルシルバー』や『X・Y』の男主人公の帽子などが追加され、シリーズ通して初めてカラーバリエーションが4色ではなくなった。
ルイージ（LUIGI）
声：チャールズ・マーティネー
『マリオ』シリーズに登場するキャラクター。「初代」から「X」までは、3作連続で隠しキャラクターとして登場していたが、本作では初めて最初から使用可能となった。『ルイージ30周年』の年に参戦が発表された。
ジャンプ時に足をばたつかせるようになり、ルイージマンション2の発売に合わせて最後の切りふだが掃除機で攻撃する「オバキューム」に変更された。
キャプテン・ファルコン（CAPTAIN FALCON）
声：堀川りょう
『F-ZERO』シリーズの主人公。『DX』同様に最初から使用可能。最後の切りふだ「ブルーファルコン」のSEがSFC版の物に変更された。
ピーチ（PEACH）
声：サマンサ・ケリー
『マリオ』シリーズの登場キャラクター。キノコ王国のお姫様。全ファイターの中で唯一「空中浮遊」ができる。
対戦勝利時の演出の一つが、手を組み上を見上げるものから、ハートを散らしながら1回転しポーズを決めるものに変更された。また最後の切りふだ「ピーチブラッサム」で降ってくる桃が13個から巨大かつ回復量の高い3個に変更。回復量が減少（『X』5%×13個=65% ⇒ 『for』20%×3個=60%）。
クッパ（KOOPA）
『マリオ』シリーズの登場キャラクター。
グラフィックが大幅に描き直され、やや立った姿勢へと変更されている。走る際も体を引きずる形ではなく、足を上げて走るようになった。ダッシュ攻撃や横スマッシュ攻撃なども足を使った攻撃に変更された。なお、最後の切りふだで「ギガクッパ」に変身している間は『X』のワザ・モーションに戻る。
ゼルダ（ZELDA）
声：水沢潤
『ゼルダの伝説』シリーズの登場キャラクター。リンク同様『ゼルダの伝説 トワイライトプリンセス』のデザインとなっている。シークはゼルダと別枠での参戦となった。それに伴い、下必殺ワザが『ゼルダの伝説 大地の汽笛』に登場したファントムを召喚する「ファントムアタック」に変更された。『ゼルダの伝説 神々のトライフォース2』の発売日に参戦が発表された。
シーク（SHEIK）
声：水沢潤
『ゼルダの伝説 時のオカリナ』の登場キャラクター。ゼルダと別枠で単体キャラクターとしての参戦となり、横・下必殺ワザが変更された。
マルス（MARTH）
声：緑川光
『ファイアーエムブレム 暗黒竜と光の剣』『ファイアーエムブレム 紋章の謎』の主人公。シリーズを通して初めて最初から使用可能になった。
デザインは『新・暗黒竜と光の剣』をベースに以降の作品の要素を追加した完全リニューアル服になり、神剣・ファルシオンはフォルムが少し変更になっている。
ルキナとは必殺ワザ、最後の切りふだ、カスタマイズ必殺ワザ、移動速度やジャンプなど、モーションが同じだが、髪の色が青固定、剣先で当てるとルキナよりもワザの威力が高く爆発力がある。
メタナイト（META KNIGHT）
声：私市淳
『星のカービィ』シリーズの登場キャラクター。手に小手らしき防具が装着された他、新たにギャラクティックナイト、ダークメタナイトのカラーリングがカラーバリエーションに追加された。
滑空が廃止されたことで上必殺ワザの仕様が変更された。
ピット（PIT）
声：高山みなみ
『パルテナの鏡』シリーズの登場キャラクター。『新・光神話 パルテナの鏡』仕様のデザインへと変更され、ボイスも新規に録り直された。
新たに神器を使うワザが実装され、最後の切りふだも「三種の神器」に変更された。
メタナイト同様に、滑空の廃止によって上必殺ワザの仕様が変更された。
ゼロスーツサムス（ZERO SUIT SAMUS）
声：アレジア・グライドウェル
パワードスーツを脱いだサムスで、本作では単体のファイターとしての参戦となった。本作オリジナルの装備「ジェットブーツ」を履き身体能力を強化している。最後の切りふだも場外から砲撃する「スターシップ」に変更された。
アイク（IKE）
声：萩道彦
『ファイアーエムブレム 蒼炎の軌跡』の主人公。『ファイアーエムブレム 暁の女神』仕様のデザインへと変更された。
リザードン（LIZARDON）
声：三木眞一郎
『ポケットモンスター』シリーズの登場キャラクター。前作ではポケモントレーナーの操作ポケモンの内の1匹だったが、本作では単独での参戦となり、ボイスも新録された。
これに伴い必殺ワザの構成も変更され、最後の切りふだはメガリザードンXになる「メガシンカ」に変更された。一定時間飛行状態になり、ボタンを押すたびに攻撃を行う。
ディディーコング（DIDDY KONG）
『ドンキーコング』シリーズ（『スーパードンキーコング』）に登場するドンキーコングの相棒。下必殺ワザで出せるバナナの皮の数が減少している。
デデデ（DEDEDE）
声：桜井政博
『星のカービィ』シリーズの登場キャラクター。プププランドの自称大王。ボイスが新録されている。
『X』の時と比べ瞳が小さく、コミカルな演出が見られる。上必殺ワザ「スーパーデデデジャンプ」に埋める効果が追加され、下必殺ワザ「ジェットハンマー」の上限ダメージが100％に変更された。
横必殺ワザ「ワドルディ投げ」が「ゴルドー投げ」に、最後の切りふだが、大きく吸い込んで炎をまとったハンマーで連続攻撃を浴びさせた後、巨大な爆弾でとどめを刺す「デデバースト」に変更された。ワドルディは前作と同じデデデの登場シーンや、勝利画面で登場する。
3DS用ソフト『星のカービィ トリプルデラックス』の発売日前日に参戦が発表された。
ピクミン＆オリマー（PIKMIN & OLIMAR）
声：若井淑（5色のピクミン）、朝日温子（羽ピクミン）
『ピクミン』シリーズの主人公。上必殺ワザが「羽ピクミン」に変更された。また、連れて行けるピクミンが最大3体までとなった代わりに、ピクミンの順番が固定化された。『ピクミン3』の発売日前日に参戦が発表された。
カラーバリエーションでピクミン＆アルフ（PIKMIN & ALPH）にも変更可能。アルフは本作で初参戦となる。カラーはオリマー・アルフ各4種類ずつで、オリマーとしてのカラーバリエーションは前作より減少している。
『ピクミン3』の「羽ピクミン」は上必殺ワザで出演しているが、「岩ピクミン」は未登場となっている。
ルカリオ（LUCARIO）
声：浪川大輔
『ポケットモンスター』シリーズの登場キャラクター。『X』では隠しキャラクターだったが、本作では最初から使用可能。ボイスが新録されている。
蓄積ダメージが増えると強くなる特性「波導」の影響が前作以上に強くかかるようになっている。
最後の切りふだがメガルカリオに変身する「メガシンカ」に変更された。変身中は「波導」の影響が普通のルカリオの上限以上になる。
トゥーンリンク（TOON LINK）
声：松本さち
『ゼルダの伝説 風のタクト』を初出とするトゥーンレンダリングデザインのリンク。『X』では隠しキャラクターだったが、本作では最初から使用可能。『ゼルダの伝説 風のタクト HD』の発売日に参戦が発表された。
むらびと（MURABITO）
『どうぶつの森』シリーズの主人公。同シリーズに登場する家具や道具を用いて戦う。グラフィックは『街へいこうよ どうぶつの森』準拠の2.5頭身で、デフォルトカラーは同作のパッケージに写っている「おとこのこ」のデザインである。
カラーバリエーションで顔や髪型、服のデザインが変わる他、「おんなのこ」にもできる（男女各4種類ずつ）。
Wii Fitトレーナー（Wii Fit TRAINER）
声：廣瀬仁美（女性トレーナー）、樋口智透（男性トレーナー）
『Wii Fit』シリーズに登場する女性トレーナー。使用ワザのポーズは同シリーズのトレーニングのものであり、必殺ワザではサッカーボールやフラフープなどの道具を扱い戦う。
女性トレーナーが基本だが、カラーバリエーションで男性トレーナーも選択できる（男女各4種類ずつ）。
ロゼッタ&チコ（ROSETTA & CHIKO）
声：ケリー・ケイン（ロゼッタ）、竹澤勇矢（チコ）
『マリオ』シリーズに登場するキャラクター。『DX』『X』に登場したアイスクライマーのように、2人1組で戦う。基本的にはロゼッタを操作するが、チコを相手に飛ばすこともでき、ロゼッタの動きに連動してチコも攻撃を行う。
リトル・マック（LITTLE MAC）
声：鳥海浩輔
『PUNCH-OUT!!』の主人公。『X』ではアシストフィギュアとして登場していたが、本作ではプレイヤーキャラクターとして登場となった。セコンドのドック・ルイス（声：小山剛志）も演出に登場する。
固有の「K.O.ゲージ」と呼ばれるものが存在し、ダメージを受けるなどして最大まで溜まっている時に通常必殺ワザを使うと、超高威力の「K.O.アッパーカット」が発動する。
カラーバリエーションとして、アーケード版に準じたワイヤーフレームモデルも登場。また、彼のみカラーバリエーションが16色存在する（通常モデル、ワイヤーフレームモデル各8種類ずつ）。

ゲッコウガ（GEKKOUGA）
声：うえだゆうじ
『ポケットモンスター X・Y』に登場するしのびポケモン。「ハイドロポンプ」「みずしゅりけん」といった水タイプの攻撃ワザを駆使して戦う。
名前が決まっていない時に、数枚のイラストだけで夕方からワザ、必殺ワザ、ポーズを作成し、その日の午後12時に完成・撮影した後確認を行ったとされる。
パルテナ（PALUTENA）
声：久川綾
『パルテナの鏡』シリーズに登場するキャラクター。前作では演出として、ピットの最後の切りふだ使用時に背景に灯影される形での登場であったが、今回はプレイヤーキャラクターとして登場となった。
カスタマイズで変更可能な、通常・横・上・下にそれぞれ3種類ずつ存在する必殺ワザは全て『新・光神話』で登場する奇跡で、このキャラクターのみそれぞれの特性が大きく異なる。
服の形が国内版と海外版では微妙に異なり、海外版は原作同様太ももの上まで切れているが、日本版ではこの部分が閉じられた本作オリジナルの服。
ルフレ（REFLET）
声：細谷佳正（男性）、沢城みゆき（女性）
『ファイアーエムブレム 覚醒』のマイユニットにして主人公。他のファイアーエムブレム出典のキャラクターとは違い「魔法」と電撃の衝撃波が出る「サンダーソード」を用いて戦うのが特徴。
男性が基本だが、カラーバリエーションで女性も使用できる（男女各4種類ずつ）。なお、もう一人の主人公のクロム（声：杉田智和）は最後の切りふだや勝利演出での登場となる。
青銅の剣と魔法（4種類の魔道書の一つを使用して発動する魔法とそうでない魔法がある）とサンダーソードを使用して戦う。4種類の魔道書（1つ目は弱攻撃の三段目の一つと横必殺ワザで使用。2つ目は弱攻撃の三段目の一つ・四段目と上必殺ワザで使用。3つ目は通常必殺ワザで使用。4つ目は下必殺ワザで使用）とサンダーソード（スマッシュ攻撃と上下前後方向の空中攻撃で使用）には制限があり、魔道書を何度か使用するとその魔道書を使用する弱攻撃・必殺ワザが一定時間使用不可能になりサンダーソードを何度か使用するとスマッシュ攻撃と上下前後方向の空中攻撃が一定時間青銅の剣による攻撃になるが使用不可能になった魔道書・サンダーソードは一定時間たつと再び使用可能になる。
シュルク（SHULK）
声：浅沼晋太郎
『ゼノブレイド』の主人公。大剣「モナド」を扱い、モナドの能力である「モナドアーツ」で能力値を変えながら戦うのが特徴。
カラーバリエーションは海水パンツ一丁のものを除き、旅の仲間のカラーをモチーフにしている。
ソニック（SONIC）
声：金丸淳一
『ソニック』シリーズの主人公。セガからのゲスト参戦。『X』では隠しキャラクターだったが、本作では最初から使用可能。
ロックマン（ROCKMAN）
『ロックマン』シリーズの主人公。カプコンからのゲスト参戦。原作同様さまざまな「特殊武器」を用いて戦う（特に『ロックマン2 Dr.ワイリーの謎』からのワザを重視している）。
パックマン（PAC-MAN）
『パックマン』シリーズの主人公。バンダイナムコゲームス（現:バンダイナムコエンターテインメント）からのゲスト参戦。
デザインは通常は『パックマニア』のものだが、一部のワザでは元祖『パックマン』仕様のデザインとなる。ワザはバンダイナムコゲームスの他作品である『ギャラガ』などの作品からも使用されている。『3DS』では日本語版のみ当初勝利時の名前にハイフンがついていなかったが、バージョンアップで海外版と同様の上記の表記に変更された。
Miiファイター（Mii FIGHTER）
『Miiスタジオ』で作成可能なMii。名前は各自付けられ、1ハードに複数作成できる。格闘、剣術、射撃の3タイプがあり、必殺ワザはそれぞれのタイプごとに通常・横・上・下にそれぞれ3種類ずつ用意されている。
Miiの設定体型が大きいほどパワータイプ、小さいほどスピードタイプになる。
専用のカスタマイズパーツが用意されており、「ぼうし」「からだ」の2種類に分類される。Miiファイターの見た目を変えることができるが、性能は変わらない。
オンライン対戦の「だれかと」では使用不可能。
キャラクター選択画面および、シンプルや競技場などのスコアでは1枠にまとめられているが、対戦成績のみはタイプごとに分けて記録される。
ゲーム内での表記やキャラクターセレクトでのコールは3タイプ共通で「Mii」と呼称されるが、優勝時のキャラクター名にはMiiの名前が表示される。
2015年4月15日より、有料追加コンテンツとして本作オリジナルのコスチュームや様々なゲーム作品とコラボレーションしたコスチュームが配信された。

#### 隠しキャラクター（ベールを脱ぐ戦士）
この項目ではある条件を満たすと使用できるようになるキャラクターについて述べる。『Wii U』では初めから使用できるキャラクターもいる。
ネス（NESS）
声：大本眞基子
『MOTHER2 ギーグの逆襲』の主人公。『Wii U』では初めから使用できる。ボイスが新録されている他、いくつかのワザのモーションに変更があり、ワザのエフェクトの多くもデザインが新規のものに変更されている。
最後の切りふだに大きな変更があり、周囲に一発ずつ流星を落とす仕様ではなく、一方向に流星で攻撃するようになった。
一部のカスタマイズ必殺ワザは、リュカの必殺ワザをモチーフとしている。
ファルコ（FALCO）
声：江川央生
『スターフォックス』シリーズの登場キャラクター。フォックスと同様、『アサルト』準拠の声優でボイスが新録されている。
ワリオ（WARIO）
声：チャールズ・マーティネー
『ワリオ』シリーズの主人公であり『マリオ』シリーズの登場キャラクター。『X』では最初から使用可能だったが、本作では隠しキャラクターになっている。
意図的にコマ送り風のモーションとなっていた前作からモーションが大幅に変更され、なめらかに動くようになった。また、前作では横スマッシュ攻撃は『ワリオランド』シリーズでおなじみのショルダータックルだったが、本作では裏拳を放つ「全力バックナックル」へと変更されている。
『X』同様、基本は『メイド イン ワリオ』シリーズの姿だが、カラーバリエーションにより旧来のオーバーオール姿も選択可能。ただし新旧衣装で各4色になったため『X』よりもカラー数は減少している。
ルキナ（LUCINA）
声：小林ゆう
『ファイアーエムブレム 覚醒』の登場キャラクター。マルスのモデルチェンジファイター。スマブラシリーズ初参戦。
共通点は上記のマルス参照。マルスが剣先のダメージが大きくなるのに対してルキナは刀身のどこを当てても同じで、マーベラスコンビネーションが安定したダメージを与えたり、髪の色のカラーが全部異なったり、公式から女性よりのカラーにした、ワザの派生速度と隙、攻撃力の違い、アピール、背がやや低い など「性能が差別化」されたことで単独での参戦となった。
隠しキャラクターではあるが、ルフレの参戦発表と同時に発売前に存在が発表され、公式サイトでは「新たなる挑戦者」として扱われている。ボイスのみ初期からサウンドテストに収録されている。
ブラックピット（BLACK PIT）
声：高山みなみ
『新・光神話 パルテナの鏡』の登場キャラクター。ピットのモデルチェンジファイター。スマブラシリーズ初参戦。
ごく一部のワザに限り、通常のピットとの性能差がある。ただし、最後の切りふだは「ブラピの神杖」と全く異なるものになっている。
本作が発売されるまで正式な参戦発表はなかったが、発売前に公開されたパルテナの参戦映像に登場している。
ドクターマリオ（Dr. MARIO）
声：チャールズ・マーティネー
『ドクターマリオ』に登場する、白衣を身に纏ったマリオ。『DX』以来の復活参戦となった。
『DX』と同様、マリオのモデルチェンジファイターとして作成されている。キャラクターコンセプトは「ちょっと重くて攻撃力のあるマリオ」 で、「通常のマリオよりもワザの威力が高い代わりに機動力は低い」という差別化が施されている。空中下攻撃や下必殺ワザは『DX』と同じものを使う。
ロボット（ROBOT）
ファミコンの周辺機器である『ファミリーコンピュータ ロボット』。一部のワザに調整変更があり、最後の切りふだも「スーパー拡散ロボビーム」という別のワザになっている。
カラーバリエーションの中にアメリカ版『R.O.B.』に準じた灰色の機体があるが、欧米版ではデフォルトカラーがそちらに入れ替わり、逆に日本版のデフォルトカラーが色違い扱いになっている。
ガノンドロフ（GANONDORF）
声：宮田浩徳
『ゼルダの伝説』シリーズの登場キャラクター。『Wii U』では初めから使用できる。リンク・ゼルダ同様『ゼルダの伝説 トワイライトプリンセス』のデザインとなっているが、マントが破れかけたり胸に剣で貫かれた傷（原作で七賢者に処刑されかけた際のもの）がある姿に変更されている。
通常必殺ワザのカスタマイズによって剣を使えるようになった。
Mr.ゲーム&ウォッチ（Mr. GAME & WATCH）
『ゲーム&ウオッチ』のキャラクターがモチーフ。過去のスマブラシリーズと同じく『ファイア』に登場するビルから飛び降りる人をモチーフとしているが、デザインは改めて新調されている。
本作が発売されるまで正式な参戦発表はなかったが、発売前に公開されたパックマンの参戦映像に登場している。
クッパJr.（KOOPA Jr.）
声：ケーティー・サゴイアン（クッパJr.）、レニ・ミネルラ（ラリー、ウェンディ、モートン、レミー）、ダン・ファルコーネ（ロイ）、マイク・ヴォーン（イギー、ルドウィッグ）
『マリオ』シリーズの登場キャラクター。スマブラシリーズ初参戦。『Wii U』では初めから使用できる。本人単体ではなく、乗り物のクッパクラウンに搭乗するスタイルで参戦している。
カラーバリエーションによりクッパ7人衆のラリー（LARRY）・ロイ（ROY）・ウェンディ（WENDY）・イギー（IGGY）・モートン（MORTON）・レミー（LEMMY）・ルドウィッグ（LUDWIG）に変更が可能（このため、カラーは8人それぞれで1種類ずつのみ）。彼らの選択順番は、ロイとモートンが逆になっている以外は『スーパーマリオブラザーズ3』での順番と同じである。ボイスは『New スーパーマリオブラザーズ Wii』などからの流用。
ダックハント（DUCK HUNT）
『ダックハント』に登場する猟犬とダック（カモ）。スマブラシリーズ初参戦。
2匹コンビで協力して戦うスタイルで参戦しているが、設定的にはゲーム画面外からファミリーコンピュータ光線銃を用いて第四の壁越しに敵を狙撃する第三者が存在しており、厳密に言えばトリオでの参戦となっている。『ダックハント』のみならずファミリーコンピュータの『光線銃』シリーズを代表する形式が採られており、同シリーズの『ワイルドガンマン』と『ホーガンズアレイ』をモチーフにしたワザを主に繰り出す。当シリーズは先述したこの3作のみしか発売されていない。
プリン（PURIN）
声：かないみか
『ポケットモンスター』シリーズの登場キャラクター。『Wii U』では初めから使用できる。デザインが『ポケットモンスター ファイアレッド・リーフグリーン』以降の公式イラストデザインに準じたものに変更された。

#### 追加キャラクター（さらなる挑戦者）
有料追加コンテンツとして配信されるキャラクター。ダウンロードすると、キャラクターフィギュア、「オールスター」への登場、「サウンドテスト」内などにおけるシルエットの追加などもあわせて行われる。また追加キャラクターには、ステージ「エンジェランド」でのピットのスマッシュアピールで「データがない」という説明がなされる他、カスタマイズ必殺ワザが用意されていないなどの特徴がある。カービィのコピーは可能である。
ミュウツー（MEWTWO）
声：藤原啓治
『ポケットモンスター』シリーズの登場キャラクターで、ドクターマリオと同様に『DX』以来の復活参戦となった。2014年10月24日、『3DS』と『Wii U』両方を購入したユーザーへの特典として無料でミュウツーが配信されることが発表され、2015年4月15日より配信開始された（2015年4月28日より有料でも配信開始）。
デザインが大幅に変更され、声優も変更された。ワザの多くは『DX』と同様のワザとなっている。最後の切りふだはメガミュウツーYにメガシンカして、直線上にサイコブレイクを放ち攻撃する。
リュカ（LUCAS）
声：レニ・ミネルラ
『MOTHER3』の主人公で、『X』からの続投となる。2015年6月15日より配信開始された。
大きな変更はほとんど無いが、一部のモーションがネスと同じものに変更されている。最後の切りふだも、ネスのものと全く同じ仕様のワザへと変更された。
ロイ（ROY）
声：福山潤
『ファイアーエムブレム 封印の剣』の主人公で、ドクターマリオやミュウツーと同様に『DX』以来の復活参戦となった。2015年6月15日より配信開始された。
本作で追加された最後の切りふだ『必殺の一撃』のモーションは原作を参考にしているが、それ以外は『DX』のロイをもとにしている。ボイスも新録されている。
リュウ（RYU）
声：高橋広樹
『ストリートファイター』シリーズの主人公。ロックマンと同じくカプコンからのゲスト参戦。2015年6月15日より配信開始され、ホームステージの「朱雀城ステージ」と同時に追加された。
スマブラシリーズ初となる、同一ワザの複数コマンドに対応している。『ファイティングストリート』のように、弱攻撃、強攻撃はボタンを押す長さでワザが変化する。各種必殺ワザは、原作準拠のコマンド入力をすることで威力などが高まる。また、最後の切りふだも2種類存在し、相手との距離に応じて自動的に変更される。
クラウド（CLOUD）
声：櫻井孝宏
『ファイナルファンタジーVII』の主人公。スクウェア・エニックスからのゲスト参戦で、「ファイナルファンタジーVII キャンペーン」の一環となっている。2015年12月16日より配信開始され、ホームステージの「ミッドガルステージ」と同時に追加された。
パワー、スピード、リーチがある為に、バランスブレイカーになりやすい為、剣質は横スマッシュに代表とした「振り抜き重視」。
巨大な片刃剣・バスターソードを使って戦う。最大の特徴は「リミットブレイク」で、攻撃を受けたり下必殺ワザ・リミットチャージをすると「リミットゲージ」が貯まり最大になると必殺ワザの性能が強化される。下必殺ワザも強力なふっ飛ばしを誇る「画竜点睛」に変化する。
カラーバリエーションには『ファイナルファンタジーVII』のコスチュームのほか、『ファイナルファンタジーVII アドベントチルドレン』のものが選択できる。また、クラウドのデザインについてはPSP『ディシディア ファイナルファンタジー』の店頭で買えるフィギュアを参考にされている。
勝利時のBGMは通常、各作品を象徴するBGM（元作品のクリアBGMなど）が1度流れた後、スマブラオリジナルのBGMが続けて流れるようになっているが、クラウドのみファイナルファンタジーVIIのファンファーレが流れ続ける。
カムイ（KAMUI）
声：島﨑信長（男）、佐藤聡美（女）
『ファイアーエムブレムif』のマイユニットにして主人公。2016年2月4日より配信開始された。
第3シナリオ「インビジブルキングダム」における神刀「夜刀神」の最終進化系「夜刀神・終夜」や水を用いて戦うほか、一部のワザでは「竜穿」によって竜に姿を変えて竜のアギトとなった腕や竜の翼などで攻撃する。特に竜化を活かしたスーパーリーチが特徴。
ルフレと同様に男性が基本だが、カラーバリエーションで女性も使用できる。
ベヨネッタ（BAYONETTA）
声：田中敦子（2）、ヘレナ・テイラー（1）
プラチナゲームズ『ベヨネッタ』シリーズの主人公。2以降は任天堂から発売だが、権利はセガが所有しているため、ゲスト参戦となる。2016年2月4日より配信開始され、ホームステージの「アンブラの時計塔ステージ」と同時に追加された。
原作が特徴的で悩まされた結果「様々な所からコンボが繋がるコンボファイター」として設定されており、吹っ飛ぶ大きさを計算して適切なダメージを考える奥の深いファイターである。
両手両足に装備した4丁の拳銃スカボロウフェアによる打撃と銃撃の混成格闘術「バレットアーツ」、魔人の手足を呼び出すスマッシュ攻撃「ウィケッドウィーブ」、相手の攻撃を見切って時間の流れをスローにする「ウィッチタイム」など、原作を色濃く反映したキャラクターとなっている。
カラーバリエーションでは「ベヨネッタ1」「ベヨネッタ2」のコスチュームがあり、ボイスが1のコスチュームにすると英語、国内のみ2のコスチュームにすると日本語になる。
追加キャラクターをリクエストできる「スマブラ投稿拳」において参戦が決まったキャラクターである。
最後の切りふだは「大魔獣召喚」。ウィッチタイムを発動し一定量の攻撃を当てることで、魔界に住む獰猛な怪物ゴモラを召喚し敵を喰らい尽くす。

### ボスキャラクター
マスターハンド
声：ザンダー・モーブス
シリーズおなじみの右手のキャラクター。前作から新たな攻撃パターンが加わっている。
クレイジーハンド
シリーズおなじみの左手のキャラクター。ホンキ度3.0以上でマスターハンドと同時出現。こちらも前作から新たな攻撃パターンが加わっている。
マスターコア
本作で登場する新たなボスキャラクター。
ホンキ度が一定以上で一定ダメージを与えると、マスターハンドを突き破って出現（クレイジーハンドは消滅）する。またホンキ度によって攻撃パターンと総HPが3 - 4段階に増えていく。
スウォーム
マスターコアがまとっている漆黒の物体で、マスターコアの形態数はスウォームの質量（＝ホンキ度）に比例している。
マスターコアの形態の名称については『Wii U』用の動画『大乱闘スマッシュブラザーズ for Wii Uがスゴい50の理由』で明らかにされている。
マスタージャイアント
巨人の姿をした形態。
マスタービースト
尻尾の生えた四足歩行型の姿をした形態。
マスターエッジズ
空中に浮かぶ5つの剣の形態。
マスターシャドウ
プレイヤーの現在使用しているファイターの姿やカスタマイズをそのままコピーした形態。
ただし初期状態ではプレイヤーよりやや大きく、ダメージを受けるとプレイヤーよりやや小さい程度まで縮小する。
この形態のみ、のこりHPに関係なく場外に落としても勝利となる。
マスターフォートレス
『Wii U』のひとり用にのみ、ホンキ度8.0以上でマスターシャドウを倒すと登場。終点の右側に迷宮が形成され（この時に制限時間が3分回復、ダメージ全回復仕様のハートの器が出現）、プレイヤーはコア破壊を目指して最深部に進んでいく。先に進む毎にデンジャーゾーンが登場してくる。
マスターコア
玉の形をしたマスターコア本体の状態。基本的に一切動かず、ステージの中央に浮かんでいる。ダメージを与えることにより遠くまで飛ばされるが、すぐに元の位置まで戻る。一発の攻撃で場外まで吹っ飛ばすことで撃破できる。ただ、数十秒以内に倒さないと、前作『X』のタブーが使うOFF波動に似た自爆攻撃を行い、緊急回避をしなければミスになってしまう。攻撃が終わった時点で生き残っていれば、マスターコアはその場で自滅し、こちらが勝利したことになる。

リドリー
『メトロイド』シリーズのボスキャラクターで、『Wii U』のステージ「パイロスフィア」に登場。バトル開始直後は出現しないが、しばらく経つとステージ上空から出現し、対戦に乱入してくる。
口から火炎弾を吐き出したり爪を振り回して、ステージにいるファイターを攻撃してくる他、崖の下でエネルギーを吸収して黒リドリーになると、より凶悪化し攻撃力が上がる。
ファイターもリドリーを攻撃することが可能。ある程度攻撃すると怯み、怯ませたファイターの味方にすることができる。更に攻撃すると撃墜となり、とどめを刺したファイターに撃墜数カウントのボーナスが与えられる。
黒いフェイス
声：若本規夫
『ゼノブレイド』のボスキャラクターで、『Wii U』のステージ「ガウル平原」に登場。
背景が夜になるとステージ上空から出現し（たまに出現しない事がある）、長い爪状の武器を振り回したり頭部から極太のビームを発射して、ステージにいるファイターを攻撃してくる。
ファイターも黒いフェイスを攻撃することが可能。一定の攻撃を与えると大爆発するが、この爆発は黒いフェイスに止めを刺したファイターの攻撃として扱われ、それ以外のファイターのみが爆発に巻き込まれてダメージを受ける。倒せないまま時間経過し、背景が朝になると画面外へ消えていく（この際に攻撃することがあるが、攻撃するかどうかはセリフを聞けば分かる）。
イエローデビル
『ロックマン』のボスキャラクターで、『3DS』『Wii U』のステージ「ワイリー基地」に登場。
バトル開始直後は出現しないが、しばらく経つと背景にあるワイリー基地から出現する。分裂して移動した後、ステージにいるファイターを球状のビームで攻撃してくる。なお分裂して移動するパーツにも攻撃判定がある。
ファイターもイエローデビルを攻撃することが可能だが、原作同様に弱点である目玉にしか攻撃できない。一定の攻撃を与えると大爆発するが、この爆発はイエローデビルに止めを刺したファイターの攻撃として扱われ、それ以外のファイターのみが爆発に巻き込まれてダメージを受ける。出現してから一定時間経つと、画面外へ消えていく。
全てのやみの王
『すれちがい伝説II』のボスキャラクターで、『3DS』のステージ「すれちがい伝説」に登場。バトル開始直後は出現しないが、しばらく経つと背景から出現する。
出現中は、ランダムでファイターたちの攻撃力、防御力、移動力を変化させることがある。また、ファイターは全てのやみの王を攻撃して倒すことが可能で、その場合も同じ変化が起きる。

## ステージ
収録ステージは、一部を除き『3DS』『Wii U』ともに異なるステージが登場する。基本的に『3DS』では携帯ゲーム機のゲームソフトをメインに、『Wii U』では据え置き機のゲームソフトをメインにステージを構成している。
また、すべてのステージは「終点」のような一切のギミックが存在しない平坦な足場に変更することも可能）。
一部のステージは8人乱闘が可能なほか、一部ステージは有料追加コンテンツとして配信されている。

## プロモーション
- 週刊ファミ通 2014年7月17日号より、「ファミ通スマブラ拳!!」を毎週連載開始[59]。2014年最後に発売されたファミ通において全25回で連載終了[60]。
- 2014年9月13日行われた『ファミ通PRESENTS PRESS START 2014』では「戦場」を始めとした多数の楽曲が演奏された[59]。『3DS』との発売と一致したのは偶然であり、『PRESS START 2014』の会場は1年前に押さえていた[14]。
- 2014年8月下旬にJR東日本山手線、中央線において計37ヶ所、40種類の『3DS』ポスターが掲載された[61][62]。
- 『Wii U』発売直後、上記の「ファミ通スマブラ拳!!」では「桜井氏特別インタビュー」[22]、Nintendo DREAMでは「スマブラ談!!for Nindori 桜井政博さんインタビュー」[19]、電撃Nintendoでは「桜井氏が『スマブラ』を語り尽くす」[63] のインタビューを敢行した。前述の『Nintendo DREAM』のインタビューでは桜井を模したMiiのQRコードも公開した[19]。

特別番組
以下のような番組がインターネット上でライブ配信され、新機能や新ファイターなどが解説された。また、Nintendo Directでも都度情報が配信された。
- 大乱闘スマッシュブラザーズ Direct 2014.4.9
- 【スマブラ3DS・WiiU】新ファイター参戦映像 （2014年7月14日）
- 大乱闘スマッシュブラザーズ for Wii Uがスゴい50の理由（2014年10月24日）
- 【スマブラ3DS・WiiU】 2015年6月 新要素のお知らせ（2015年6月14日）
- 大乱闘スマッシュブラザーズ for Nintendo 3DS / Wii U 最後の特別番組（2015年12月16日）

きょうの一枚
Miiverse上で桜井が平日には毎日本作のスクリーンショットを投稿した。当初は2ヶ月程度で終了予定だったが、『Wii U』の発売まで継続。計384回更新され、結果的にスマブラ拳!!の代わりにもなった。
参戦キャラクターイラスト
本作では新規参戦キャラクターのイラストが発表されている。イラストのコンセプトは「スマブラの世界観を原作のタッチに描かれたらこうなる」。
参戦ムービー
新規参戦キャラクターは参戦ムービーが都度制作されている。これは、前作の『亜空の使者』のムービーがインターネット上に無断でアップロードされたこともあり、「拡散するほど面白いもの」を考えた結果である。
キャンペーン
『スマブラ・ポケモン 両方買うと“もれなく”プレゼント！』キャンペーン
2014年11月21日から2015年1月20日まで実施。『3DS』と『ポケットモンスター オメガルビー・アルファサファイア』（どちらか1タイトル）の両方を購入し、クラブニンテンドーにポイント登録するとキャンペーンに参加できる。もれなくバーチャルコンソール『ゲームボーイギャラリー3』と、『for』の必殺ワザを覚えたゲッコウガがプレゼントされる。この2つのプレゼントは、本作に参戦する最古キャラクター（Mr.ゲーム＆ウォッチ）と最新キャラクター（ゲッコウガ）にちなんだものである。
大乱闘スマッシュブラザーズ for Wii U / for 3DS 購入者特典
『Wii U』と『3DS』両方の購入者には「特選サウンドテストCD」および「ミュウツー」が使えるダウンロード番号がクラブニンテンドーにおいてもれなくプレゼントされた。

### 公式大会
任天堂公式による大会。一部のものは大会終了後には初代スマブラ名人・及川浩一 による「実況解説」動画が公開されている。
大乱闘スマッシュブラザーズ for Nintendo 3DS 2on2 プレミアムファイト
2014年11月22日・24日・30日、ニコニコ本社で開催。優勝者には特製きせかえプレート付きNewニンテンドー3DSを贈呈。「スーパーマリオクラブ」の司会者であった俳優の渡辺徹が実況した。決勝戦のゲストとして桜井政博が登壇している。
大乱闘スマッシュブラザーズ for Wii U 最強ファイター決定戦 in ジャンプフェスタ 2015
2014年12月20日・21日、幕張メッセ国際展示場（ジャンプフェスタ）で開催。優勝者には非売品の最強ファイター決定戦オリジナルきせかえプレート付Newニンテンドー3DSを贈呈。
amiibo×大乱闘スマッシュブラザーズ エキシビションマッチ
2014年12月20日・21日に幕張メッセ国際展示場（次世代ワールドホビーフェア ’15 Winter）で、2015年1月18日 - 2015年2月8日にナゴヤドーム、幕張メッセ国際展示場、福岡 ヤフオク!ドーム、京セラドーム大阪で開催。優勝者には発売中の希望のamiiboを贈呈。
コロコロカップ争奪 大乱闘スマッシュブラザーズ for Wii U 最強小学生決定トーナメント 2015
2015年1月18日〜2015年2月8日、ナゴヤドーム、幕張メッセ国際展示場、福岡 ヤフオク!ドーム、京セラドーム大阪（次世代ワールドホビーフェア ’15 Winter）で開催。優勝者には発売中の希望のamiiboを贈呈。
大乱闘スマッシュブラザーズ for Wii U 2on2 闘会議1DAYトーナメント
2015年1月31日、幕張メッセ国際展示場（闘会議2015）で開催。優勝者には非売品の闘会議2015オリジナルきせかえプレート付Newニンテンドー3DSや闘会議2015オリジナルamiiboケースを贈呈。
大乱闘スマッシュブラザーズ for Wii U 2on2 WORLD GRAND PRIX JPN vs USA
2015年4月26日、幕張メッセ国際展示場（ニコニコ超会議2015）で開催。公式大会初の日米対抗戦。日米代表の合計4チームによるチーム戦（2on2）トーナメントである。優勝者には非売品のオリジナルきせかえプレート付Newニンテンドー3DSを贈呈。
また、前日の4月25日には、前哨戦として招待選手によるシングル戦（特別試合）が行われた。
大乱闘スマッシュブラザーズ for Wii U　niconico CS@闘会議2016
2016年1月31日、幕張メッセ国際展示場（闘会議2016）で開催。東日本の大会「ウメブラ」と西日本の大会「スマバト」の選手と海外からの招待選手・Nairoによるトーナメント。エキシビションマッチとして配信前のカムイとベヨネッタでの対戦も行われた。

### 受賞
ファミ通アワード2014
日本ゲーム大賞
2015年、『日本ゲーム大賞』において『3DS』『Wii U』が優秀賞、『for』が優秀賞 グローバル賞日本作品部門を受賞した。
2016年には『for』がグローバル賞 日本作品部門を受賞した。

## 特選サウンドテスト
『3DS』と『Wii U』を両方購入し、2015年1月20日までにクラブニンテンドーに登録した応募者に非売品のサウンドトラックCDがプレゼントされる。
RED、BLUE各36曲収録。なお、「マリオペイント メドレー」は前述の『Wii U』ステージ「Miiverse」で流れる曲のひとつであり、ステージ配信前にCDに先行収録される形となった。

### 収録楽曲

#### RED
| タイトル                                  | 出典                                             | 編曲担当             |
| ----------------------------------------- | ------------------------------------------------ | -------------------- |
| メニュー                                  | オリジナル                                       | 中鶴潤一             |
| あそびかた                                | 大乱闘スマッシュブラザーズDX                     | 原曲                 |
| 地上BGM/地下BGM                           | スーパーマリオブラザーズ                         | 柴田徹也             |
| スーパーマリオ3Dランドのテーマ/海のテーマ | スーパーマリオ 3Dランド スーパーマリオブラザーズ | Jesahm               |
| TRY AND TRY!                              | マリオ&ルイージRPG4 ドリームアドベンチャー       | 下村陽子             |
| コンゴジャングル                          | スーパードンキーコング                           | 酒井省吾             |
| とげとげタルめいろ                        | スーパードンキーコング2                          | なるけみちこ         |
| ゲルドの谷                                | ゼルダの伝説 時のオカリナ                        | 濱本理央             |
| 汽車フィールド その2                      | ゼルダの伝説 大地の汽笛                          | なるけみちこ         |
| ブリンスタ                                | メトロイド                                       | 酒井省吾             |
| アスレチック ： 春・夏                    | ヨッシーアイランド                               | 景山将太             |
| グリーングリーンズ Ver.2                  | 星のカービィ                                     | 浜渦正志             |
| 惑星コーネリア                            | スターフォックス                                 | 安藤浩和             |
| スターフォックスのテーマ/セクターZ        | スターフォックス64                               | 横田真人             |
| 戦闘！トレーナー                          | ポケットモンスター X・Y                          | 古代祐三             |
| Nの城 メドレー                            | ポケットモンスター ブラック・ホワイト            | 景山将太             |
| MUTE CITY Ver.3                           | F-ZERO                                           | 伊藤賢治             |
| 「I」〜為                                 | ファイアーエムブレム 覚醒                        | 原曲                 |
| 初期化爆弾の恐怖                          | 新・光神話 パルテナの鏡                          | 古代祐三             |
| ブラックピットのテーマ                    | 新・光神話 パルテナの鏡                          | 原曲                 |
| アシュリーのテーマ                        | さわるメイドインワリオ                           | ササキトモコ         |
| コトブキランド メドレー                   | とびだせ どうぶつの森                            | 高田雅史             |
| かっぺいの歌                              | とびだせ どうぶつの森                            | 土屋昇平             |
| ランニング/カウントダウンBGM              | PUNCH-OUT!!                                      | 谷岡久美             |
| ガウル平原                                | ゼノブレイド                                     | 原曲                 |
| 名を冠する者たち                          | ゼノブレイド                                     | 原曲                 |
| バルーンファイト メドレー                 | バルーンファイト                                 | 矢野義人             |
| シャワーBGM（ボーカルMIX）                | nintendogs                                       | 甲田雅人 With RiRiKA |
| 世界を救え！勇者よ！                      | すれちがい伝説II                                 | 松岡大佑             |
| トモダチコレクション                      | トモダチコレクション 新生活 トモダチコレクション | 高田雅史             |
| パックマン（クラブMIX）                   | パックマン                                       | 田中宏和             |
| テトリス TypeA                            | テトリス                                         | 下村陽子             |
| フィギュアラッシュ                        | オリジナル                                       | 田島勝朗             |
| 組み手                                    | オリジナル                                       | 矢野義人             |
| スタッフロール                            | オリジナル                                       | トリ音               |
| オンライン練習ステージ                    | オリジナル                                       | 井上拓               |

#### BLUE
| タイトル                                                     | 出典                                                | 編曲担当             |
| ------------------------------------------------------------ | --------------------------------------------------- | -------------------- |
| 戦場                                                         | オリジナル                                          | 小林啓樹             |
| スーパーマリオブラザーズ メドレー                            | スーパーマリオブラザーズ                            | 近藤浩治             |
| アスレチック/地上BGM                                         | Newスーパーマリオブラザーズ                         | 高濱祐輔             |
| エッグプラネット                                             | スーパーマリオギャラクシー                          | 戸田信子 鈴木克崇    |
| サーキット                                                   | マリオカート7                                       | 中鶴潤一             |
| スリル！ギアフライト                                         | ドンキーコング リターンズ                           | 岩垂徳行             |
| ドンキーコングリターンズ【ドンキーコングファミリーボーカル】 | ドンキーコング リターンズ                           | 山本健誌             |
| 女神の詩/ギラヒムのテーマ                                    | ゼルダの伝説 スカイウォードソード                   | 永松亮               |
| メインテーマ/地下BGM                                         | ゼルダの伝説                                        | 坂本英城             |
| 時のオカリナメドレー                                         | ゼルダの伝説 時のオカリナ                           | なるけみちこ         |
| 神殿                                                         | リンクの冒険                                        | 酒井省吾             |
| タイトル                                                     | メトロイド                                          | 高橋コウタ           |
| エンディング                                                 | ヨッシーストーリー                                  | 高田雅史             |
| 洞窟大作戦                                                   | 星のカービィ スーパーデラックス                     | 坂本英城             |
| 伝説のエアライドマシン                                       | カービィのエアライド                                | 酒井省吾             |
| エリア6/ミサイル撃墜ミッションBGM                            | スターフォックス64                                  | 桜庭統               |
| 戦闘！フレア団                                               | ポケットモンスター X・Y                             | 桜庭統               |
| 戦闘！チャンピオン/チャンピオンシロナ                        | ポケットモンスター ダイヤモンド・パール             | 片岡真央             |
| 10ばんどうろ                                                 | ポケットモンスター ブラック・ホワイト               | 下村陽子             |
| 戦い1                                                        | ファイアーエムブレム外伝                            | 山根ミチル           |
| 崩壊エンジェランド                                           | 新・光神話 パルテナの鏡                             | 清田愛未             |
| ステージセレクト                                             | ピクミン2                                           | 浜渦正志             |
| ゼノブレイド メドレー                                        | ゼノブレイド                                        | ACE                  |
| 街の広場/タイトル                                            | 街へいこうよ どうぶつの森 おいでよ どうぶつの森     | 谷岡久美             |
| ツアー                                                       | とびだせ どうぶつの森                               | 若井淑               |
| ダックハント メドレー                                        | ダックハント                                        | 並木学               |
| ライトプレーン（ボーカルMIX）                                | パイロットウイングス                                | 甲田雅人 With RiRiKA |
| 謎の村雨城 メドレー                                          | 謎の村雨城                                          | 土屋昇平             |
| 似顔絵広場                                                   | 似顔絵チャンネル                                    | 光田康典             |
| マリオペイント メドレー                                      | マリオペイント                                      | 井上拓               |
| PAC-MAN'S PARK/BLOCK TOWN                                    | パックマニア                                        | 増渕裕二             |
| パックマン                                                   | パックマン                                          | 古代祐三             |
| マスターハンド                                               | オリジナル                                          | LindaAI-CUE          |
| スタッフロール（スマブラ）：Ver.2                            | ニンテンドウオールスター!大乱闘スマッシュブラザーズ | 永松亮               |
| メニュー2（DX）                                              | 大乱闘スマッシュブラザーズDX                        | 原曲                 |
| 対戦結果                                                     | 大乱闘スマッシュブラザーズ                          | 川田宏行             |

## 関連商品
Newニンテンドー3DS専用 きせかえプレート No.039
2014年11月8日発売。白を基調とした『3DS』サイドのイラストをデザインしている。
Newニンテンドー3DS LL 大乱闘スマッシュブラザーズ エディション
2014年11月8日発売。赤を基調とした『3DS』サイドのイラストをデザインしており、本体裏面にはスマブラのタイトルロゴを表示している。『3DS』のソフトは同梱していない。数量限定販売。
ニンテンドー3DS テーマ
2014年11月末時点で4種類配信されている。
- 大乱闘スマッシュブラザーズ Type1
壁紙は公式サイトの赤を基調とした『3DS』サイドのイラストを使用している。
BGMは『Wii U』のメインメニューBGM。
- 大乱闘スマッシュブラザーズ Type2
壁紙はType1を線画風にしたもの。
BGMはオンライン練習ステージBGM。
- 大乱闘スマッシュブラザーズ Type3
壁紙はType1を赤とシルバーでアレンジしたもの。
BGMは『3DS』のメインメニューBGM。
- 大乱闘スマッシュブラザーズ Type4
壁紙は参戦ファイター30体が並んでいるイラスト。
BGMはリザルトBGM。

『大乱闘スマッシュブラザーズ for Wii U』 ゲームキューブコントローラ接続タップセット
2014年12月6日発売。パッケージ版『Wii U』と、ニンテンドーゲームキューブ用コントローラーを接続するための周辺機器がセットになったもの。2つ（コントローラー8個分）まで、Wii U本体に接続可能。
2014年5月30日（日本時間）にNintendo of AmericaがE3期間内で行われたイベントにおける紹介VTRの終わりに公開された。
ニンテンドーゲームキューブコントローラ
2014年12月6日発売。スマブラブラックとスマブラホワイトの2種類が発売された。
Wii U用 ゲームキューブコントローラ接続タップ
2014年12月6日発売。先述した接続タップの単体品。
Wii U用ソフトでは本作しか対応していないが、品薄状態が長く続いた。
『大乱闘スマッシュブラザーズ for Nintendo 3DS』 2本入りギフトパック
2014年12月11日発売。パッケージ版『3DS』2本と、オリジナルデザインのデコレーション用のスリーブ箱およびシールがセットになったもの。数量限定販売。

## 関連書籍
発売順、発売が同時の場合、本の題名順に記載。
3DS
- 大乱闘スマッシュブラザーズ for Nintendo 3DS 完全攻略本（徳間書店、2014年10月17日、ISBN 978-4-19-863876-4）
- 大乱闘スマッシュブラザーズ for Nintendo 3DS ファイティングパーフェクトガイド・極（KADOKAWA/エンターブレイン、2014年10月17日、ISBN 978-4-04-730005-7）
- 大乱闘スマッシュブラザーズ for Nintendo 3DS ファイナルパーフェクトガイド（KADOKAWA/アスキー・メディアワークス、2014年10月17日、ISBN 978-4048667982）
- 大乱闘スマッシュブラザーズ for Nintendo 3DS 任天堂公式ガイドブック（小学館/任天堂監修、2014年10月28日、ISBN 978-4-09-227178-4）

Wii U
- 大乱闘スマッシュブラザーズ for Wii U ファイナルパーフェクトガイド（KADOKAWA/アスキー・メディアワークス、2014年12月26日、ISBN 978-4048692731）

3DS＋Wii U
- 大乱闘スマッシュブラザーズ for Nintendo 3DS/for Wii U 簡便満足本（徳間書店、2014年12月25日、ISBN 978-4-19-863896-2）

その他
- 桜井政博のゲームを遊んで思うこと2（KADOKAWA/エンターブレイン、2015年6月25日、ISBN 978-4-04-733012-2）
- 桜井政博のゲームを作って思うこと2（KADOKAWA/エンターブレイン、2015年6月25日、ISBN 978-4-04-733013-9）
- 桜井政博のゲームを作って思うこと 2015-2019（KADOKAWA/エンターブレイン、2019年4月25日、ISBN：9784047333970）